# تپه‌شعبان
تپه‌شعبان، روستایی از توابع بخش مرکزی شهرستان کرمانشاه در استان کرمانشاه ایران است.

## جمعیت
این روستا در دهستان دورود فرامان و در مجاورت رودخانه گاماسیاب قرار دارد و براساس سرشماری مرکز آمار ایران در سال ۱۳۸۵، جمعیت آن ۱۶۵ نفر (۳۹خانوار) بوده‌است و دارای پیشینه‌ای قدیمی است. مردم آن بیشتر به کار کشاورزی مشغول هستند.گندم، جو، ذرت، لوبیا سفید و گشنیز از محصولات اصلی کشاورزی این روستا محسوب میشود.
مردم تپه شعبان به زبان لکی صحبت میکنند.